# Садат, Талаат
Талаат Исмат Садат (араб. طلعت عصمت السادات‎; 26 февраля 1954 — 20 ноября 2011) — египетский политик, племянник убитого президента Анвара Садата.
В 2005 году на первых альтернативных президентских выборах в Египте (англ. Egyptian presidential election, 2005) выставил свою кандидатуру от оппозиционной Либеральной партии «Аль-Ахрар», одну из фракций которой он возглавлял, однако Центральная избирательная комиссия отклонила его кандидатуру. Партия «Аль-Ахрар» была создана в 1976 году, до 1979 года формально находилась в коалиции с правящей НДП, в июле 1979 года заявила о выходе из коалиции.
После парламентских выборов 2005 года (англ. Egyptian parliamentary election, 2005) Талаат Исмат Садат вошел в парламент в качестве независимого кандидата от провинции Минуфия. Он использовал весьма необычный метод предвыборной агитации: проголосовать за Садата призывал дрессировщик с двумя львами, которых возили по улицам населенных пунктов на грузовике.
9 октября 2006 года Народное собрание Египта лишило его депутатской неприкосновенности по представлению египетской военной прокуратуры после того, как он обвинил армию в прямом участии в заговоре против его дяди. Талаат Садат обвинял в участии в убийстве президента Анвара Садата вооруженные силы и, в частности, охранников президента. В ноябре 2006 года Талаат Исмат Садат был приговорен военным судом к году лишения свободы и штрафу в 200 египетских фунтов «за оскорбление вооруженных сил АРЕ и распространение дезинформации».
В мае 2008 года Талаат Садат поддержал оппозицию и подверг резкой критике поставки египетского природного газа в Израиль.
После того как в результате событий 2011 года президент Египта Хосни Мубарак ушел в отставку с поста председателя правящей Национально-демократической партии, 12 апреля 2011 года Талаат Садат, как один из ярых противников режима, был избран на пост председателя НДП. Однако, уже 16 апреля 2011 года партия была ликвидирована решением Высшего административного суда Египта.
20 ноября 2011 Талаат Садат скоропостижно скончался в возрасте 64 лет от сердечного приступа.